# Melbourne (Iowa)
Melbourne és una població dels Estats Units a l'estat d'Iowa. Segons el cens del 2000 tenia 794 habitants.

## Demografia
Segons el cens del 2000, Melbourne tenia 794 habitants, 318 habitatges, i 218 famílies. La densitat de població era de 537,8 habitants/km².
Dels 318 habitatges en un 37,4% hi vivien nens de menys de 18 anys, en un 57,2% hi vivien parelles casades, en un 7,9% dones solteres, i en un 31,4% no eren unitats familiars. En el 26,7% dels habitatges hi vivien persones soles el 12,3% de les quals corresponia a persones de 65 anys o més que vivien soles. El nombre mitjà de persones vivint en cada habitatge era de 2,5 i el nombre mitjà de persones que vivien en cada família era de 3,07.
Per edats la població es repartia de la següent manera: un 27,5% tenia menys de 18 anys, un 9,9% entre 18 i 24, un 31,6% entre 25 i 44, un 20% de 45 a 60 i un 11% 65 anys o més.
L'edat mediana era de 33 anys. Per cada 100 dones de 18 o més anys hi havia 86,4 homes.
La renda mediana per habitatge era de 47.019 $ i la renda mediana per família de 51.250 $. Els homes tenien una renda mediana de 36.528 $ mentre que les dones 24.667 $. La renda per capita de la població era de 18.641 $. Entorn del 3,1% de les famílies i el 3,7% de la població estaven per davall del llindar de pobresa.

## Poblacions més properes
El següent diagrama mostra les poblacions més properes.